# Le Prospecteur de la vallée de l'Agonie blanche
Le Prospecteur de la vallée de l'Agonie blanche, de son titre original L'Empereur du Klondike, est une histoire en bande dessinée de Keno Don Rosa. Elle est le huitième épisode de La Jeunesse de Picsou, biographie du personnage de fiction créé par Carl Barks. Elle met en scène Balthazar Picsou pendant la ruée vers l'or du Klondike dans les dernières années du XIXe siècle.

## Synopsis
Après un voyage en bateau depuis l'Australie où il a eu la révélation d'aller vers le Nord pour trouver la fortune, Balthazar Picsou arrive à Skagway, en Alaska. Il est sans le sou après une rencontre avec Wyatt Earp et doit emprunter 100 dollars pour la première fois de sa vie au malhonnête Soapy Slick au moment où est annoncé que de l'or a été trouvé dans le Yukon voisin.
Picsou parvient dans la ruée des prospecteurs à atteindre Dawson City. Il commence à exploiter la vallée de l'Agonie blanche dont il connaît seul le chemin, pendant que les affaires malhonnêtes de Soapy Slick et les spectacles de cabaret de Goldie O'Gilt prospèrent à Dawson.
Finalement, une dernière provocation de Soapy, lui disant que sa mère, Edith O'Drake, est morte, permet à Picsou de s'affirmer face à la malhonnêteté de ses ennemis : d'abord par la force en permettant l'arrestation de Slick, puis par le travail qu'il mène dans sa concession où l'attend la pépite qui le rend riche. Cet épisode marque la fin de la recherche de l'or par Picsou.

## Fiche technique
- Histoire noD 92514.
- Éditeur : Egmont[1].
- Titre de la première publication : Kongen af Klondike (danois), Klondiken keisari (finlandais), Sølvstrømmen (norvégien), En Argonaut i Klondike (suédois : un Argonaute au Klondike).
- Titre en anglais : King of the Klondike (le roi du Klondike).
- Titre en français : L'Empereur du Klondike.
- 24 planches.
- Auteur et dessinateur : Keno Don Rosa.
- Premières publications : Anders And & Co (Danemark), Donald Duck & Co (Norvège), Aku Ankka (Finlande) et Kalle Anka & C:o (Suède), no 1993-29 à 1993-31, été 1993.
- Première publication aux États-Unis: Uncle Scrooge no 292, juin 1995.
- Première publication en France : Picsou Magazine no 281, juin 1995.

## Références historiques et culturelles

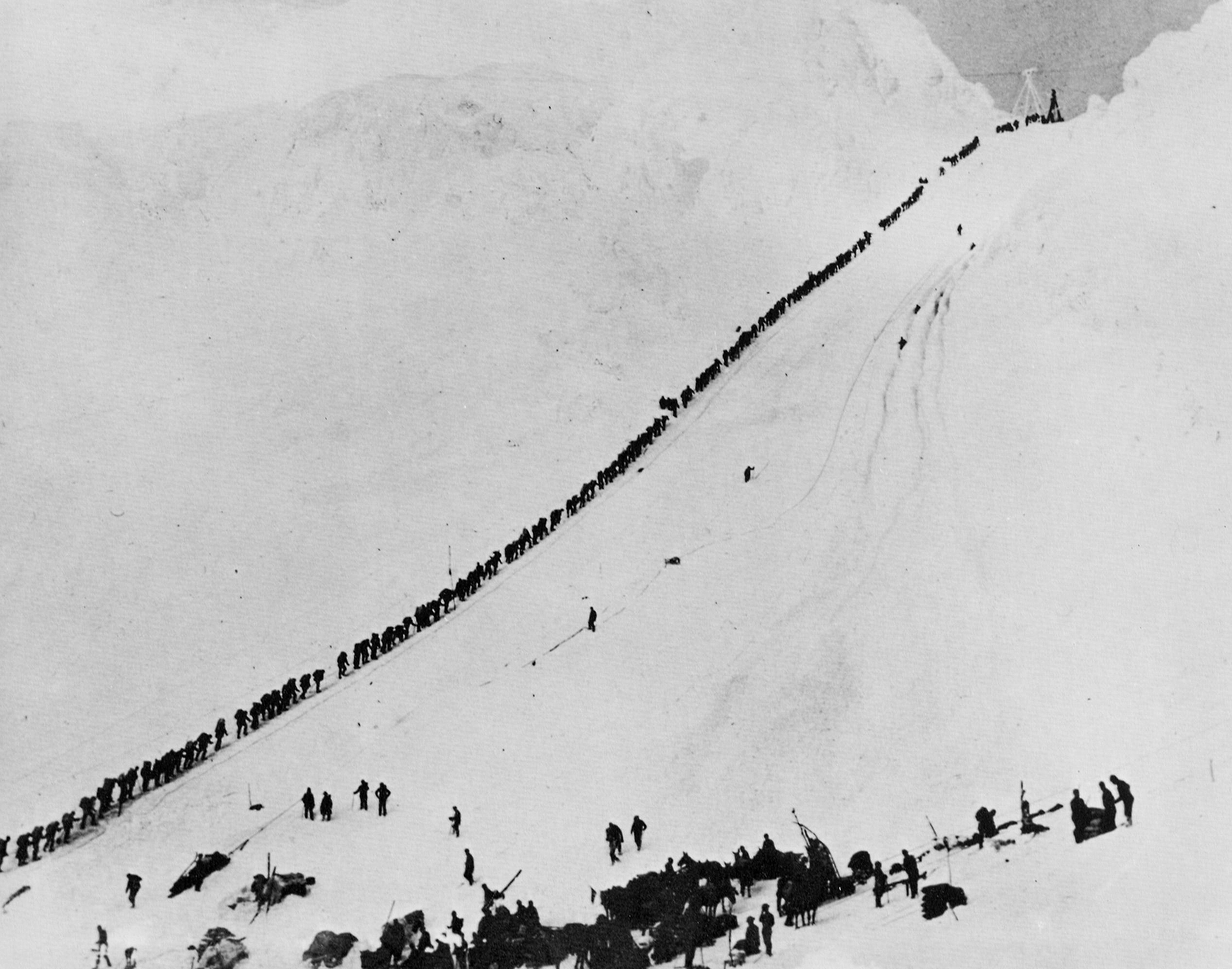
La file des prospecteurs escaladant le sentier du Chilkoot.